# Hovenia tomentella
Hovenia tomentella är en brakvedsväxtart som först beskrevs av Tomitaro Makino, och fick sitt nu gällande namn av Takenoshin Nakai. Hovenia tomentella ingår i släktet Hovenia och familjen brakvedsväxter. Inga underarter finns listade i Catalogue of Life.